# Sorhoanus spicatus
Sorhoanus spicatus är en insektsart som beskrevs av Delong 1926. Sorhoanus spicatus ingår i släktet Sorhoanus och familjen dvärgstritar. Inga underarter finns listade i Catalogue of Life.